# Ed Nealy
Eddie Carl Nealy, detto Ed (Pittsburg, 19 febbraio 1960), è un ex cestista statunitense, professionista nella NBA.

## Carriera
Venne selezionato dai Kansas City Kings all'ottavo giro del Draft NBA 1982 (166ª scelta assoluta).

## Palmarès
- Campionato NBA: 1

Chicago Bulls: 1993